# Fotografisk emulsion
Fotografisk emulsion är en ljuskänslig kolloid som används i filmbaserad fotografering. Vanligast, i silver-gelatinfotografering, består den av silverhalogenidkristaller suspenderade i gelatin. Suspensionen är vanligtvis belagd på ett substrat av glas, filmer (av cellulosanitrat, cellulosaacetat eller polyester ), papper eller tyg.
Fotografisk emulsion är inte en riktig emulsion, utan en suspension av fasta partiklar (silverhalogenid) i en vätska (gelatin i lösning). Men ordet emulsion används vanligtvis i fotografiska sammanhang. 

## Komponenter
Fotografisk emulsion är en fin suspension av olösliga ljuskänsliga kristaller i en kolloid sol, vanligtvis bestående av gelatin. Den ljuskänsliga komponenten är en eller en blandning av silverhalogenider: silverbromid, klorid och jodid. Gelatinet används som ett permeabelt bindemedel, vilket gör att bearbetningsmedel (t.ex. framkallare, fixeringsmedel, toners, etc.) i vattenlösning kan komma in i kolloiden utan att kristallerna lossnar. Andra polymermakromolekyler är ofta blandade,  men gelatin har inte ersatts helt. De ljusexponerade kristallerna reduceras av framkallaren till svarta metalliska silverpartiklar som bildar bilden. Färgfilmer och papper har flera lager av emulsion, som görs känsliga för olika delar av det synliga spektrumet genom olika färgsensibilisatorer, och innehåller olika färgkopplare som producerar överlagrade gula, magenta och cyanfärgade färgbilder under framkallning. Pankromatisk svart-vit film inkluderar också färgsensibilisatorer, men som en del av ett enda emulsionsskikt.

## Tillverkning
En lösning av silvernitrat blandas i en varm gelatinlösning innehållande kaliumbromid, natriumklorid eller andra alkalimetallhalider. En reaktion fäller ut fina kristaller av olösliga silverhalogenider som är ljuskänsliga. Silverhalogeniden "peptiseras" faktiskt av gelatinet. Typen och mängden gelatin som används påverkar den slutliga emulsionens egenskaper. En pH-buffert, kristallvanemodifierare, metalldopmedel, mogningsmedel, mognadsskyddsmedel, ytaktiva ämnen, skumdämpare, emulsionsstabilisator och biocid används också vid emulsionstillverkning.
De flesta moderna emulsioner tvättas för att avlägsna några av reaktionsbiprodukterna ( kaliumnitrat och överskott av salter). Tvätten eller avsaltningssteget kan utföras genom ultrafiltrering, dialys, koagulering (med användning av acylerat gelatin) eller en klassisk nudeltvättningsmetod.
Emulsionstillverkning innehåller också steg för att öka känsligheten genom att använda kemiska sensibiliseringsmedel och sensibiliserande färgämnen.

## Ortokromatisk emulsion
Den ortokromatiska emulsionen är känslig för alla synliga våglängder av ljusspektrat utom rött och gult. Ortokromatiska emulsioner används ofta idag för svartvitt fotografi, till exempel vid kopiering av negativ (överföring till papper) där papperets emulsion inte behöver vara känslig för rött eftersom den bara behöver ta emot den svartvita bilden av negativet och på så sätt underlättas arbetet i laboratoriet med hjälp av ett rött ljus som inte slöjar papperet.

### Saltat papper eller Kalotypi
Tekniken kalotypi, som uppfanns 1835 av Henry Fox Talbot, är baserad på förmågan hos vissa silverhalider att svartna när de kommer i kontakt med ljus. Papperet badades i salt löst i vatten och sensibiliserades sedan med silversalter. Bilderna framkallades inte, utan trycktes, det vill säga de var placerade i en ram med negativet och exponerades för solen för att göra trycket. Hela processen tog ungefär trettio minuter. De "fotogena teckningarna" gjorda av Talbot med denna teknik försvann gradvis när de observerades av ljus. År 1839 patenterade John Herschel tiosulfit som ett ämne som kan fixera bilder gjorda med silversalter, vilket löste problemet med hållbarhet hos bilder gjorda på saltat papper. Denna formel användes under artonhundratalet.

## Pankromatisk emulsion
Den pankromatiska emulsionen är känslig för hela det synliga ljusspektrat. Detta uppnås genom att emulsionen tillverkas med speciella ljusabsorberande tillsatser.
Pankromatiska filmer fångar den korrekta färgtonen, det vill säga känslan av gråtoner som motsvarar det mänskliga ögats intryck. Den svartvita film som fortfarande används idag är nästan utan undantag pankromatiskt sensibiliserad.
För produktion av tonkorrekt svartvit fotografering från färgnegativ finns det några pankromatiska fotografiska emulsionspapper, till exempel: Kodak Panalure. Dessa kan inte kopieras i ett typiskt rött ljuslaboratorium. Det finns dock några natriumlampor som kan användas på ett kontrollerat sätt på grund av deras smala färgområde på 589 nm.